# 12 of His Biggest Hits
12 of His Biggest Hits, также известный как The Eddie Cochran Memorial Album — второй альбом американского певца Эдди Кокрана, состоящий из песен, вышедших к тому времени на синглах и предыдущем альбоме Singin’ to My Baby. После смерти Кокрана (17 апреля 1960 года) альбом был переиздан в мае того же года под названием The Eddie Cochran Memorial Album, которое с тех пор часто используется для обозначения этого сборника.

## Обзор
Несмотря на название, единственным хитом Кокрана в сборнике является «Summertime Blues», вышедший синглом в июле 1958 года и занявший 8-е место в американском хит-параде. Остальные песни либо вообще не попадали в хит-парады, либо занимали очень низкие места, а некоторые были взяты из первого альбома и по определению не могли быть хитами. Тем не менее, в альбоме представлены такие известные песни Кокрана как «C’mon Everybody», «Somethin’ Else» и «Three Steps to Heaven», ранее изданные исключительно на синглах. Альбом вышел в монофоническом звучании и, как и все долгоиграющие пластинки Кокрана, не попал в американский хит-парад.

## Список композиций
| №   | Название                   | Автор(ы)                     | Длительность |
| --- | -------------------------- | ---------------------------- | ------------ |
| 1.  | «C’mon Everybody»          | Эдди Кокран, Джерри Кейпхарт | 1:54         |
| 2.  | «Three Steps to Heaven»    | Эдди Кокран                  | 2:11         |
| 3.  | «Cut Across Shorty»        | Мариджон Уилкин, Уэйн Уокер  | 1:48         |
| 4.  | «Pocket Full of Hearts»    | Эдди Кокран, Джерри Кейпхарт | 2:32         |
| 5.  | «Hallelujah I Love Her So» | Рэй Чарльз                   | 2:17         |
| 6.  | «Sittin’ in the Balcony»   | Джонни Ди                    | 1:58         |
| 7.  | «Summertime Blues»         | Эдди Кокран, Джерри Кейпхарт | 1:57         |
| 8.  | «Lovin’ Time»              | Джан Вулси                   | 2:04         |
| 9.  | «Somethin’ Else»           | Боб Кокран, Шарон Шили       | 2:03         |
| 10. | «Tell Me Why»              | Эдди Кокран                  | 2:14         |
| 11. | «Teenage Heaven»           | Эдди Кокран, Джерри Кейпхарт | 2:04         |
| 12. | «Drive-in Show»            | Фред Декслер                 | 2:00         |

## Участники записи
- Эдди Кокран — гитара, укулеле, бас-гитара, перкуссия, вокал
- Майк Хендерсон, Майк Дизи — саксофон
- Перри Боткин, Сонни Кёртис — ритм-гитара
- Рэй Джонсон, Джим Стайверс — фортепиано
- Конни Смит — контрабас, бас-гитара
- Дейв Шрайвер — бас-гитара
- Эрл Палмер, Джин Риджио, Джерри Аллисон — барабаны
- Джерри Кейпхарт, Шарон Шили — перкуссия
- The Johnny Mann Chorus — подпевки